# Esztam
Az esztam (angolul stride piano) egy játékmód, ahol a kísérőhangszerek felváltva szólalnak meg és ezáltal egy lüktető ritmuskíséretet hoznak létre. Általában az első lüktetést egy ütemben mindig a mélyebb hangmagasságú hangszer kezdi – a basszushangszer játssza az „egyet” vagy "egyeket" – utána egy tőle magasabb hangmagasságú hangszer „válaszol” – az akkord hangszer játssza a „kettőt” vagy „kettőket” vagy úgymond „kontrázik” rá.

## Eredete
Az esztam szó valószínűleg két hangutánzó szó összekapcsolásából ered: a rezesbandákban a cintányéros általában az ütem első hangjára üti össze a hangszert ezáltal a rá jellemző hangot előállítva (hangutánzással „(e)sz”) és ezt követi a „kontrás” (általában basszustrombitás – trombita hangutánzással „tam”) – összerakva a két hangutánzó szó „esztam”. Ha egy ütem szünetjellel kezdődik, tehát nem szólal meg az első ütésre hang („egy”), akkor általában az „esz” szóval számolnak a szünetjelre, pl. „esz”, két, há', négy.
Az első ütemben az első hangot („egy”) üti a cintányéros és a basszus (pl. tuba) is akkor szólal meg (cigányzenekar esetében a nagybőgő), és a másodikat ("kettő") a fúvószenekar esetében a harsonás, vagy basszustrombitás (cigányzenekar esetében a brácsás vagy ritkábban "kontrás"). 
A második ütemben a szünetjelre „számolás” van feltüntetve – a szünetjelre nem „egy”-et, hanem helyette „esz”-t mondunk szóban

## Előfordulása
A Kárpát-medence népeinek népzenéjében (cigány, magyar, horvát, román, szerb, szlovák stb.) mind megtalálható az esztam játékmód, de még más népek zenéjében is, pl. ragtime, vagy akár a komolyzenében.  A magyar népzenében legismertebb példája a friss csárdás (vagy friss, szapora, gyors, gyors csárdás), továbbá az ugrós dallamokat is ilyen módon kísérik a zenészek. A kávéházi cigányzenében a friss csárdáson kívül az andalgót és az esztamcsárdást is esztammal kísérnek. Ezekben a zenékben a nagybőgős játssza az egyet és a brácsás kontrázik rá. Nem utolsósorban a fúvószenekarok az indulókat (mars), foxokat is esztammal zenélik.
A moldvai csángó népzenében és a román népzenében is megtalálható a szirba, aminek érdekessége, hogy kicsit „késve” kontrázik a kíséret a basszusra, mivel hármas osztatúak az ütemek – egy 2/4-es ütem két triolából áll össze.
A ragtime esetében nincs külön hangszer az „egyekre” és a „kontrára”, hanem a bal kéz játssza mindkettőt a zongorán.
Hagyományos friss csárdás ritmus:
(Fúvószenekar esetében például az induló is ilyen ritmusban van előadva – brácsa helyett harsonás "kontrázik" és a nagybőgő helyett tubás adja az "egyeket")

Szirba ritmus:

## Példák

### Hangzó anyag
- Friss csárdás: Zagyva Banda – „Kalocsai friss csárdások”
- Ugrós: Méta Zenekar – „Hol jártál az éjjel”
- Induló: Budapesti Koncert Fúvószenekar – "Fehérvári induló"
- Szirba: Ion Drăgoi – „Sârba de la Izvoare”
- Ragtime: Scott Joplin – „The Entertainer”